# 女皇盃
富衛保險女皇盃（英語：FWD Queen Elizabeth II Cup，縮寫：FWD QEII Cup；前稱「英女皇伊利沙伯二世盃」、「愛彼錶女皇盃」和「愛彼女皇盃」），是現時香港賽馬會舉辦的國際一級賽，於沙田馬場舉行，途程為草地2000米，2024/2025馬季總獎金為2,800萬港元。該賽事與冠軍一哩賽和主席短途獎在「富衛保險冠軍賽馬日」同日舉行。

## 賽事歷史

### 英女皇首次訪港
1975年5月，英女皇伊利沙伯二世與皇夫愛丁堡公爵菲臘親王首度訪港，為誌其盛，英皇御准香港賽馬會特別於該年5月5日於跑馬地馬場舉行首屆女皇盃，賽事的總獎金為五萬港元。賽事開跑前，女皇與皇夫曾走到草地跑道上視察參戰馬匹。該屆女皇盃得勝賽駒為練馬師張學文訓練的「利是吉」，該駒在馬來西亞籍騎師詹亞健胯下勝出當時為一項沙地1575米讓賽的女皇盃，賽後英女皇伊利沙伯二世親自頒發獎盃予「利是吉」的馬主Barma伉儷。
在之後的十七年，女皇盃均屬一項讓賽，途程則曾一再在1400米、1600米及1800米之間作出更改，亦曾於1986年4月改在2000米途程上演。沙田馬場落成後，女皇盃隨即移師至沙田馬場上演。

### 英女皇再次訪港
此賽於1986年內曾兩度舉行，首次於該年4月上演， 其後於10月當英女皇伊利沙伯二世再次訪港時，女皇盃再次被編排於該年10月22日舉行，當日英女皇親臨沙田馬場並乘坐勞斯萊斯在草地跑道上向馬迷揮手，其後於沙田馬場701號廂房觀賞兩項賽事，後來白金漢宮御准該廂房命名為「女皇廂房」（英語：The Queen's Box）及賜贈附有女皇與菲臘親王的親筆簽名合照及女皇御用綵衣掛畫予英皇御准香港賽馬會作為紀念。該屆賽事由英國籍練馬師施萬賦訓練「金多多」，在騎師陳柏鴻策騎下掄元，女皇再次親自為女皇盃頒獎。

### 成為國際賽事

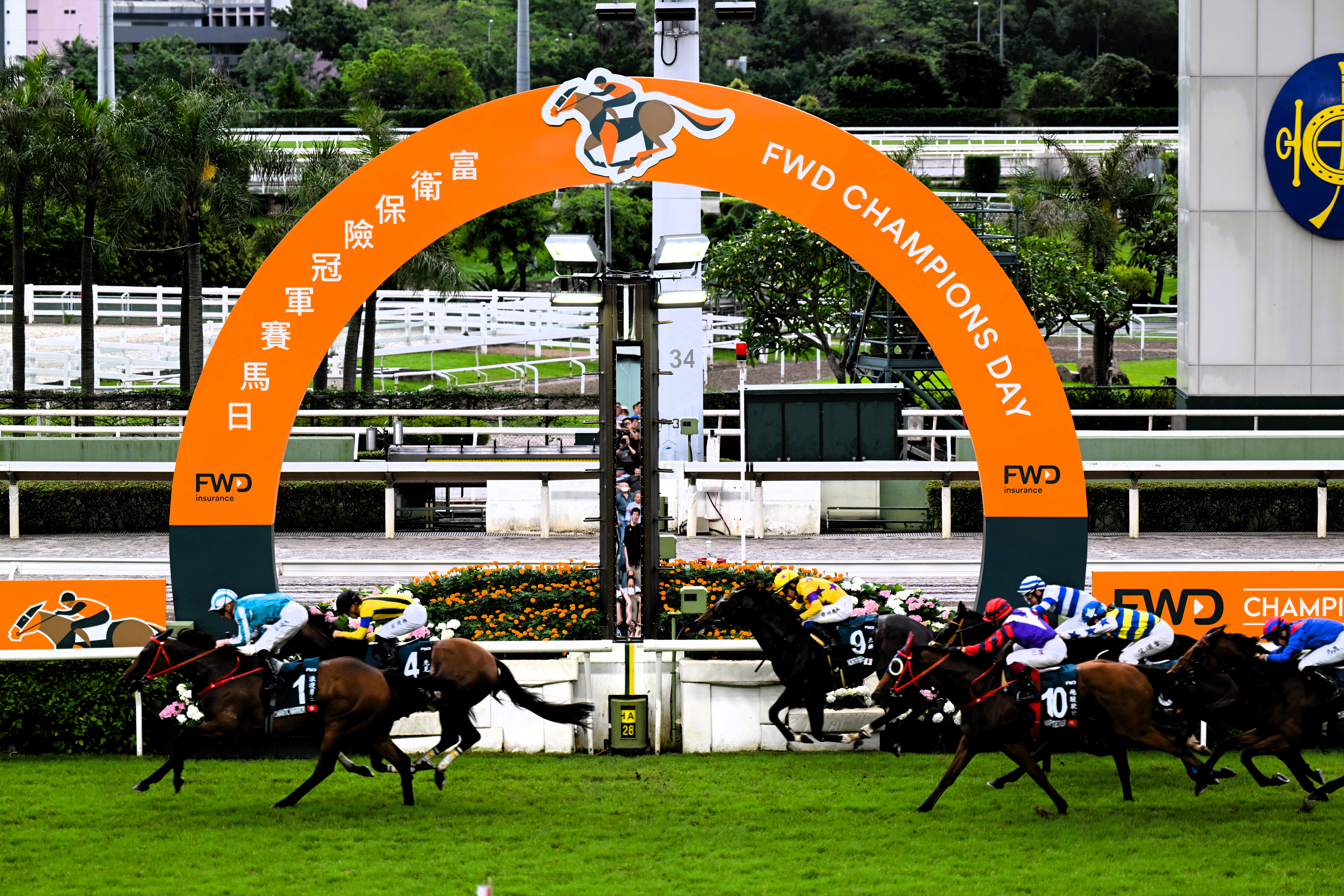
2024年4月28日，女皇盃2024賽事終點馬匹衝線一刻

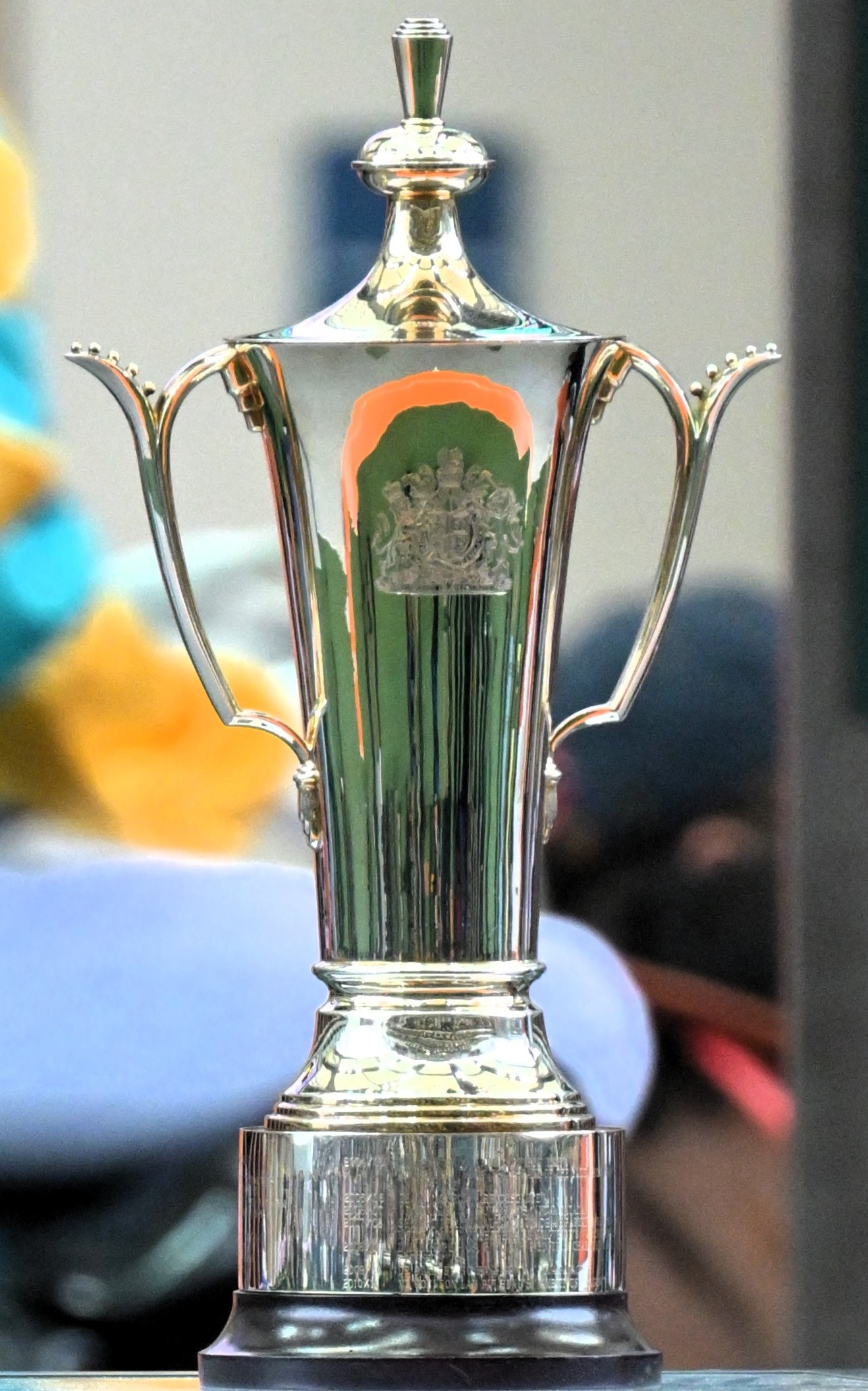
女皇盃獎盃

於1995年前，此項賽事路程不定，要班級只是第一班或第一、二班混合賽事。由1995年起，香港賽馬會把女皇盃定為國際賽事，可於容許海外馬匹參賽，路程為2200米，1995年的賽事是由阿聯酋馬匹紅主教勝出，是由愛爾蘭騎師靳能策騎。
1997年，儘管香港主權移交，女皇盃沒受影響，每年繼續舉辦，路程並改為2000米。
1999年，女皇盃奪得瑞士鐘錶製造商愛彼錶冠名贊助，易名為“愛彼錶女皇盃”；國際賽事編錄標準委員會亦於同年把賽事評定為國際二級賽。
2001年，女皇盃獲進一步升格為國際一級賽，總獎金亦增至一千萬港元。
2002年，女皇盃成為世界錦標巡迴賽第二站賽事。
2003年至2005年，因杜拜世界盃退出巡迴賽分站行列，女皇盃則成為世界錦標巡迴賽首站賽事；2005年，「爪皇凌雨」在此賽稱雄，之後更榮膺該年度世界錦標巡迴賽馬王。直至2006年，世界錦標巡迴賽全面停辦。
2013年起，女皇盃主要贊助商愛彼錶將品牌中文名稱中的「錶」字省略，「愛彼錶女皇盃」亦簡化為「愛彼女皇盃」。
2015年，女皇盃在全球百大一級賽排名榜上進佔第九位，是該年度在香港舉行之一級賽中排名最高，賽事的總獎金亦增至二千萬港元。
2018年起，愛彼女皇盃與冠軍一哩賽、主席短途獎安排在同一天舉行，統稱「冠軍賽馬日」。
2019年，日本代表「勝出光采」勝出女皇盃，並以1分58秒81的蹄速創造的沙田馬場草地2000米的新場地紀錄。同年，富衛取代愛彼錶成為女皇盃及冠軍賽馬日贊助商，名稱改為「富衛保險女皇盃」。
2020年，全球各國受2019冠狀病毒病疫情所影響，此賽只限予香港賽駒參與角逐，不接受外隊馬參與。
2021年，海外賽駒在香港賽馬會制訂的賽馬防護泡參賽，日本賽駒更在女皇盃中包辦前四名，當中「唯獨愛你」勇奪冠軍，而「耀滿瓶」、「謀勇兼備」及「神業」則分別跑獲亞、季及殿軍。
2022年，香港正值2019冠狀病毒病第五波疫情。馬會因應疫情發展以及賽前全民強制檢測是否推行及推行細節未明等重大不確定因素下，認為在此情況下安排海外賽駒來港參賽並不可行，宣佈此賽只限予香港賽駒參與角逐，不接受外隊馬參與。
2025年的女皇盃發生了意外，日本賽馬史上第七匹三冠雌馬「自由島」最終因傷勢太重而遭人道毀滅。

### 香港賽駒與海外賽駒勢均力敵

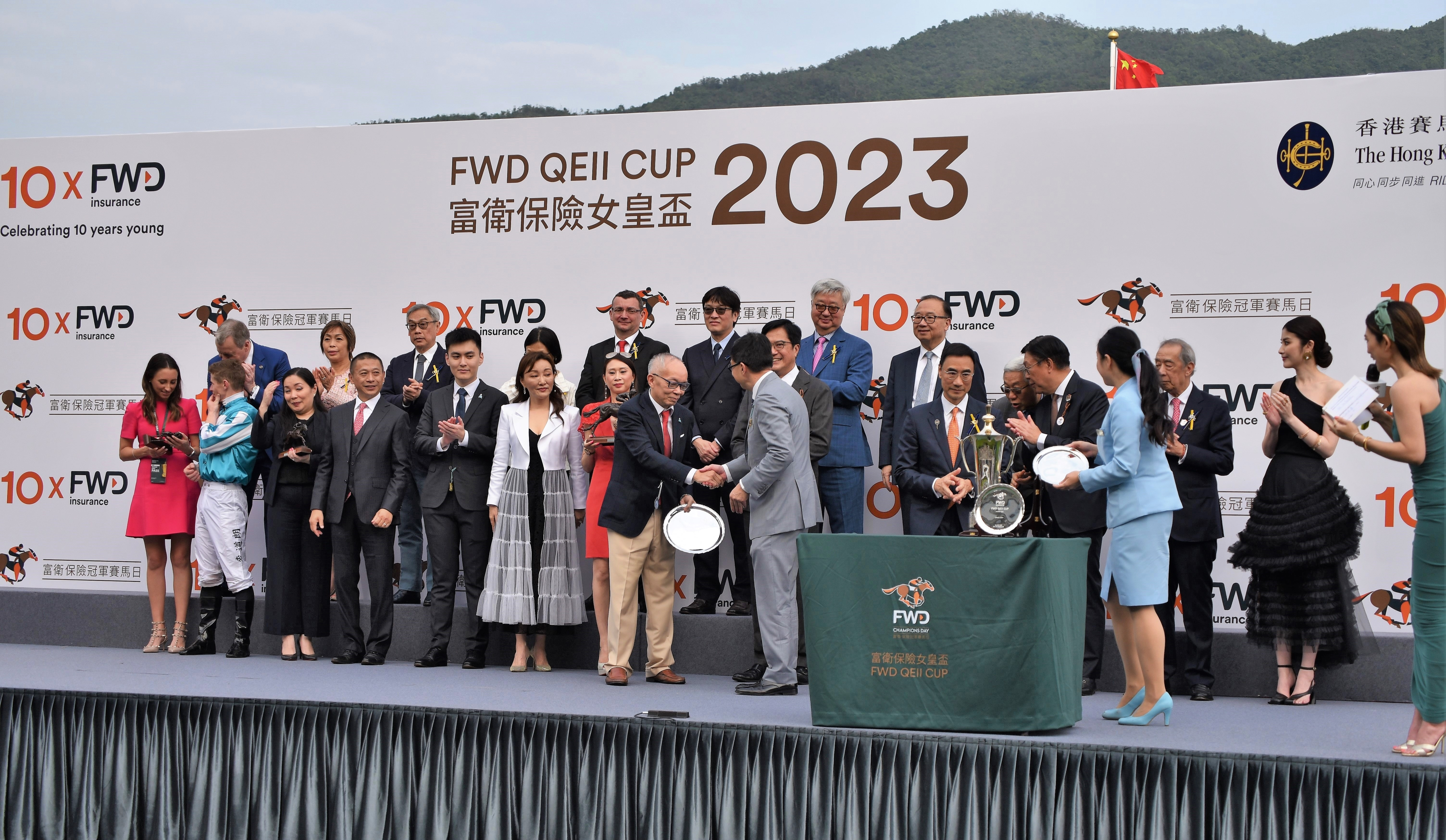
女皇盃2023頒獎典禮，勝出馬匹浪漫勇士

由1995年賽事至今，香港賽駒與海外賽駒維持均勢。
2006年，南非代表「幻彩光華」勝出，南非賽駒首次於香港勝出國際一級賽，更是首匹能勝出女皇盃的雌馬。2010年「爆冷」控制步速下勝出，成為了當時取得最多獎金的香港賽駒。
自2012年以來，此賽由香港代表（2013年「軍事出擊」、2014年「威爾頓」、2015年「將男」、2016年「明月千里」、2018年「巴基之星」、2020年「時時精綵」、2022至2024年「浪漫勇士」）和日本代表（2012年「統治地位」、2017年「新寫實派」、2019年「勝出光采」、2021年「唯獨愛你」、2025年「鍵琴高奏」）包攬此賽冠軍。
在日本代表當中，「勝出光采」、「新寫實派」及「榮進寶蹄」（2002年一屆）在港掄元之前一仗均角逐二級賽中山紀念。
歷來共有五匹賽駒能在同一年度馬季先後攻下香港打吡大賽及女皇盃，分別是「爪皇凌雨」（2005年）、「雄心威龍」（2011年）、「威爾頓」（2014年）、「明月千里」（2016年）以及「浪漫勇士」（2022年）。除「浪漫勇士」外，其他四匹賽駒更同時榮膺應屆香港馬王。

### 特別獎金
自1999年12月的香港國際賽事正式定型時，馬會列明，任何賽駒勝出香港短途錦標、香港一哩錦標、香港盃及香港瓶任何一場後，再於同季勝出愛彼女皇盃就可得到一百萬港元的特別獎金，但已於2012/2013馬季取消。此前，只有日本代表「榮進寶蹄」能於2001/2002先取香港一哩錦標，再贏愛彼錶女皇盃並氣走於馬季內贏得香港盃的另一日本代表「愛麗數碼」，而「愛麗數碼」只能屈居第二。至於最後一匹挑戰此獎金的佳駟為2011年香港盃冠軍「加州萬里」，但牠只能於愛彼女皇盃跑獲第五名。

## 歷屆勝出馬匹
| 年份            | 勝出馬匹 | 年齡 | 代表國家或地區 | 騎師     | 練馬師   | 馬主                                           | 途程 | 賽事班次 | 時間    |
| --------------- | -------- | ---- | -------------- | -------- | -------- | ---------------------------------------------- | ---- | -------- | ------- |
| 1975            | 利是吉   | N/A  | 只限本地參賽   | 詹亞健   | 張學文   | 鮑明伉儷                                       | 1575 | N/A      | N/A     |
| 1976            | 永勝     | N/A  | 只限本地參賽   | 摩加利   | 佐治摩亞 | 陳超常夫人                                     | 1800 | N/A      | N/A     |
| 1977            | 永得     | N/A  | 只限本地參賽   | 霍利安   | 譚文居   | 郭琳弼                                         | 1650 | N/A      | N/A     |
| 1978            | 利是吉   | N/A  | 只限本地參賽   | 薛卓時   | 張學文   | 鮑明伉儷                                       | 1800 | N/A      | N/A     |
| 1979            | 財源廣進 | N/A  | 只限本地參賽   | 文家良   | 陳毓麟   | 張奧偉及夏佳理                                 | 1600 | N/A      | N/A     |
| 1980            | 喜韻     | N/A  | 只限本地參賽   | 朴仕能   | 譚文居   | 皮亞士                                         | 1600 | 1        | 1:36.20 |
| 1981            | 風塵客   | N/A  | 只限本地參賽   | 巫瑞時   | 賓士     | 陸增祺                                         | 1600 | 1&2      | 1:36.50 |
| 1982            | 天祿     | N/A  | 只限本地參賽   | 畢奇     | 郭靈華   | 何新榮                                         | 1400 | 1&2      | 1:23.00 |
| 1983            | 紅鬃烈馬 | N/A  | 只限本地參賽   | 告東尼   | 王登平   | 趙宏琦伉儷                                     | 1600 | 2        | 1:35.80 |
| 1984            | 友威     | N/A  | 只限本地參賽   | 告東尼   | 王登平   | 霍寶生遺產執行人                               | 1400 | 1&2      | 1:28.30 |
| 1985            | 皇牌之王 | N/A  | 只限本地參賽   | 朴仕能   | 簡炳墀   | 黃冠忠及合夥人                                 | 1800 | 2        | 1:52.30 |
| 1986 （第一次） | 精沛     | 4    | 只限本地參賽   | 彭瑪     | 方祿麟   | Norbert Shanks                                 | 2000 | 1&2      | 2:04.30 |
| 1986 （第二次） | 金多多   | 6    | 只限本地參賽   | 陳柏鴻   | 施萬賦   | 勞汝福伉儷                                     | 1600 | 1&2      | 1:34.90 |
| 1988            | 鑽中寶   | 6    | 只限本地參賽   | 陳柏鴻   | 羅國洲   | 鄭裕彤                                         | 1600 | 1&2      | 1:37.70 |
| 1989            | 金鑰匙   | 3    | 只限本地參賽   | 唐敏生   | 簡炳墀   | 歐陽瀛先生及夫人                               | 1600 | 1&2      | 1:37.50 |
| 1990            | 及時而出 | 4    | 只限本地參賽   | 戴利     | 伍碧權   | 盧成培                                         | 1600 | 1&2      | 1:38.30 |
| 1991            | 金威     | 4    | 只限本地參賽   | 唐敏生   | 簡炳墀   | 黃秉槐議員                                     | 1800 | 1&2      | 1:50.00 |
| 1992            | 翠河     | 5    | 只限本地參賽   | 馬佳善   | 許怡     | 張奧偉爵士與夏佳理                             | 1600 | HKG2     | 1:34.70 |
| 1993            | 冒險家   | 9    | 只限本地參賽   | 馬素爾   | 許怡     | 陳樹荃                                         | 1800 | HKG2     | 1:48.30 |
| 1994            | 綠野神駒 | 5    | 只限本地參賽   | 靳能     | 白理維   | 余國賢                                         | 1800 | HKG2     | 1:48.50 |
| 1995            | 紅主教   | 7    | 阿联酋         | 靳能     | 伊巴謙   | Ali Saeed Bilhab                               | 2200 | HKG1     | 2:17.20 |
| 1996            | 奧發布萊 | 5    | 阿联酋         | 戴圖理   | 蘇萊     | 高多芬                                         | 2200 | HKG1     | 2:14.50 |
| 1997            | 倫敦新聞 | 4    | 南非           | 韋達     | 羅禮諾   | Mr & Mrs Laurence Jaffee                       | 2000 | HKG1     | 2:00.30 |
| 1998            | 奔騰     | 5    | 香港           | 韋達     | 愛倫     | 榮智健                                         | 2000 | HKG1     | 2:01.00 |
| 1999            | 雞尾酒   | 5    | 法國           | 巫斯義   | 杜文     | John D Martin & Roger Barby                    | 2000 | G2       | 2:00.10 |
| 2000            | 實業家   | 4    | 香港           | 文羅     | 簡炳墀   | 胡斯諾與黃友明                                 | 2000 | G2       | 2:02.10 |
| 2001            | 星運來   | 5    | 德国           | 薛寶力   | 胡拿     | Stiftung Gestut Faehrhof                       | 2000 | G1       | 2:03.10 |
| 2002            | 榮進寶蹄 | 5    | 日本           | 福永祐一 | 北橋修二 | Toyomitsu Hirai                                | 2000 | G1       | 2:02.50 |
| 2003            | 榮進寶蹄 | 6    | 日本           | 福永祐一 | 北橋修二 | Toyomitsu Hirai                                | 2000 | G1       | 2:03.80 |
| 2004            | 駿河     | 5    | 香港           | 史科菲   | 蔡約翰   | 夏佳理議員                                     | 2000 | G1       | 2:01.40 |
| 2005            | 爪皇凌雨 | 4    | 香港           | 杜鵬志   | 霍利時   | 周漢文等                                       | 2000 | G1       | 2:01.80 |
| 2006            | 幻彩光華 | 4    | 南非           | 馬偉昌   | 郭克     | Team Valor                                     | 2000 | G1       | 2:02.00 |
| 2007            | 爆冷     | 5    | 香港           | 靳能     | 約翰摩亞 | 何鴻燊                                         | 2000 | G1       | 2:01.90 |
| 2008            | 雕塑家   | 4    | 南非           | 薛凱文   | 郭克     | Sh Mohd Khalifa Al Maktoum; Dr A Parker, et al | 2000 | G1       | 2:00.80 |
| 2009            | 百威勝   | 5    | 英国           | 莫雅     | 古萬尼   | Leonidas Marinopoulos, K Bailey, et al         | 2000 | G1       | 2:02.97 |
| 2010            | 爆冷     | 8    | 香港           | 馬偉昌   | 約翰摩亞 | 何鴻燊                                         | 2000 | G1       | 2:04.97 |
| 2011            | 雄心威龍 | 4    | 香港           | 韋達     | 苗禮德   | 林培雄先生及夫人                               | 2000 | G1       | 2:02.23 |
| 2012            | 統治地位 | 5    | 日本           | 李寶利   | 角居勝彥 | Sunday Racing Co Ltd                           | 2000 | G1       | 2:02.38 |
| 2013            | 軍事出擊 | 5    | 香港           | 貝湯美   | 約翰摩亞 | 先生及夫人                                     | 2000 | G1       | 2:02.15 |
| 2014            | 威爾頓   | 4    | 香港           | 貝湯美   | 約翰摩亞 | 鄭強輝                                         | 2000 | G1       | 2:01.06 |
| 2015            | 將男     | 6    | 香港           | 郭能     | 告東尼   | 奔騰賽馬團體                                   | 2000 | G1       | 2:02.89 |
| 2016            | 明月千里 | 4    | 香港           | 布文     | 約翰摩亞 | 程凱信                                         | 2000 | G1       | 2:01.32 |
| 2017            | 新寫實派 | 6    | 日本           | 莫雷拉   | 堀宣行   | Carrot Farm Co Ltd                             | 2000 | G1       | 2:04.59 |
| 2018            | 巴基之星 | 5    | 香港           | 布宜學   | 告東尼   | 丁志強                                         | 2000 | G1       | 2:00.21 |
| 2019            | 勝出光采 | 5    | 日本           | 松岡正海 | 畠山吉宏 | Win Co Ltd                                     | 2000 | G1       | 1:58.81 |
| 2020            | 時時精綵 | 6    | 只限本地參賽   | 潘頓     | 告東尼   | 王明澤與王梁秀卿                               | 2000 | G1       | 2:00.00 |
| 2021            | 唯獨愛你 | 5    | 日本           | 何澤堯   | 矢作芳人 | DMM Dream Club Co Ltd                          | 2000 | G1       | 2:01.22 |
| 2022            | 浪漫勇士 | 4    | 只限本地參賽   | 田泰安   | 沈集成   | 劉栢輝                                         | 2000 | G1       | 2:00.13 |
| 2023            | 浪漫勇士 | 5    | 香港           | 麥道朗   | 沈集成   | 劉栢輝                                         | 2000 | G1       | 2:01.92 |
| 2024            | 浪漫勇士 | 6    | 香港           | 麥道朗   | 沈集成   | 劉栢輝                                         | 2000 | G1       | 2:01.02 |
| 2025            | 鍵琴高奏 | 5    | 日本           | 連達文   | 堀宣行   | Carrot Farm Co Ltd                             | 2000 | G1       | 2:00.51 |

## 註解
1986年舉行兩次，首次於4月19日舉行，由「精沛」勝出。第二次於10月22日舉行，當時英女皇伊利沙伯二世親臨沙田觀賽，結果由「金多多」奪魁。
自1986年起此賽為一項讓賽，1992年起為香港二級賽，1995年起升格為香港一級賽及成為一項國際賽事，1999年起為國際二級賽，2001年起進一步升格為國際一級賽。
賽事途程：1986年4月於約2000米舉行；1986至1990年期間以及1992年在1600米途程上演；1991，1993及1994年在1800米舉行，1995及1996年2200米途程上演；自1997年改在2000米途程舉行，直至現在。